# Kabinet-Cort van der Linden
Het kabinet-Cort van der Linden was een Nederlands liberaal extraparlementair minderheidskabinet dat regeerde van 29 augustus 1913 tot en met 9 september 1918.
Dit kabinet loodste Nederland door de Eerste Wereldoorlog (1914-1918) en bracht de belangrijke Grondwetsherziening van 1917 tot stand. Hierdoor werden de kiesrecht- en schoolstrijd beëindigd. Het meerderheidsstelsel (met 100 enkelvoudige kiesdistricten) werd vervangen door evenredige vertegenwoordiging met één nationaal kiesdistrict.
Het kabinet bestond uit negen liberale en vrijzinnig-democratische ministers. Zij waren voor het merendeel echter geen vooraanstaande politici. Minister-president Pieter Cort van der Linden was niet aangesloten bij een politieke partij. Om te benadrukken dat er geen band was met parlementaire fracties, verklaarde Cort van der Linden dat zijn kabinet wilde regeren overeenkomstig de 'volkswil'.
De dreigende oorlogssituatie door het uitbreken van de Eerste Wereldoorlog maakte op 1 augustus 1914 mobilisatie van het leger noodzakelijk. Het kabinet nam maatregelen om het economische leven zo veel mogelijk overeind te houden en voerde verder distributie van allerlei producten in. De blokkade van geallieerden en de oorlogvoering ter zee leverde namelijk steeds grotere problemen op bij de invoer van goederen en daarmee bij de voedsel- en brandstofvoorziening.

## Formatie
Een poging van de vrijzinnig-democraat Bos om na de verkiezingen van 1913 een kabinet van liberalen en sociaaldemocraten te vormen, mislukte. De SDAP wenste (nog) geen regeringsverantwoordelijkheid te nemen. Hierop werd Cort van der Linden belast met de vorming van een extraparlementair liberaal kabinet. De sociaaldemocraten zegden hierbij wel toe het kabinet te steunen, mits het zou komen met voorstellen voor algemeen kiesrecht en een staatspensioen.

## Bijzonderheden
- Belangrijke gevolgen van de oorlog waren:
  - een grote toestroom van Belgische vluchtelingen (in totaal circa 1 miljoen);
  - de torpedering van diverse Nederlandse koopvaardijschepen;
  - een strenge controle op zee van de in- en uitvoer door Nederlandse schepen;
  - ter bekostiging van de oorlogsuitgaven werden vrijwillige leningen gevraagd, met als 'stok achter de deur' dreigende hogere belastingheffing;
  - de noodzaak tot de opbouw van een omvangrijk distributieapparaat, die gepaard ging met veel bureaucratie en misstanden;
  - voedselschaarste, met name in de grote steden, leidt in 1918 tot rellen (aardappeloproer).
- Door de Grondwetsherziening van 1917 kwam er een einde aan zowel de school- als de kiesrechtstrijd. Er kwam financiële gelijkstelling van openbaar en bijzonder onderwijs en het algemeen mannenkiesrecht werd ingevoerd. Daarnaast werden de grondwettelijke belemmeringen van het vrouwenkiesrecht weggenomen, konden ook vrouwen gekozen worden, en maakte het districtenstelsel plaats voor het stelsel van evenredige vertegenwoordiging. Tevens werd een opkomstplicht ingesteld bij de verkiezingen.
- De in 1917 vanwege de grondwetsherziening benodigde verkiezingen werden gevoerd onder de leuze 'laat zitten, wat zit'. Dit was een onderlinge afspraak van de grote partijen om geen tegenkandidaten te stellen en de zittende Tweede Kamerleden te laten herkiezen.
- Minister Treub voerde door samenvoeging van de vermogensbelasting en bedrijfsbelasting de Wet op de inkomstenbelasting in.
- De lang gekoesterde wens van minister Lely om over te gaan tot afsluiting en gedeeltelijke inpoldering van de Zuiderzee ging in vervulling door aanneming van de Zuiderzeewet. Daarbij speelden de diverse overstromingen rond de Zuiderzee in 1916 een rol.
- Een voorstel om een staatspensioen in te voeren, werd door de Eerste Kamer (die een rechtse meerderheid had) geblokkeerd.
- In 1916 bracht minister Pleyte een wet tot stand waardoor er in Nederlands-Indië een Volksraad kwam, een adviesorgaan dat behalve uit Nederlanders ook uit vertegenwoordigers van inheemse bevolkingsgroepen bestond.
- In het laatste oorlogsjaar deden zich een aantal ernstige conflicten voor tussen de koningin en het kabinet. Het kabinet steunde minister Loudon die vond dat Nederland zich moest neerleggen bij geallieerde eisen ten aanzien van de Nederlandse koopvaardij om de voedseltoevoer niet in gevaar te brengen.
- De koningin weigerde zich in 1918 neer te leggen bij het ontslag van opperbevelhebber Snijders. Het kabinet wilde hem ontslaan omdat Snijders had verklaard dat verzet bij een Duitse inval zinloos zou zijn.

## Ambtsbekleders
| Ambtsbekleders                                         | Ambtsbekleders                      | Ambtsbekleders                                             | Ministers / Ministerie | Ministers / Ministerie                            | Termijn                                            | Partij                     |
| ------------------------------------------------------ | ----------------------------------- | ---------------------------------------------------------- | ---------------------- | ------------------------------------------------- | -------------------------------------------------- | -------------------------- |
|                                                        | P.W.A. (Pieter) Cort van der Linden | mr.dr. P.W.A. (Pieter) Cort van der Linden (1846–1935)     | Voorzitter             | Voorzitter                                        | 29 augustus 1913 – 9 september 1918                | O (Liberaal)               |
| Minister                                               | P.W.A. (Pieter) Cort van der Linden | mr.dr. P.W.A. (Pieter) Cort van der Linden (1846–1935)     | Binnenlandse Zaken     |                                                   | 29 augustus 1913 – 9 september 1918                | O (Liberaal)               |
| Minister                                               | P.W.A. (Pieter) Cort van der Linden | mr.dr. P.W.A. (Pieter) Cort van der Linden (1846–1935)     | Buitenlandse Zaken     | 29 augustus 1913 – 27 september 1913 (waarnemend) |                                                    | O (Liberaal)               |
| Minister                                               |                                     | J. (John) Loudon                                           | Buitenlandse Zaken     | jhr.mr.dr. J. (John) Loudon (1866–1955)           | 27 september 1913 – 9 September 1918               | O (Liberaal)               |
|                                                        | A.E.J. Bertling                     | A.E.J. Bertling (1860–1945)                                | Minister               | Financiën                                         | 29 augustus 1913 – 24 oktober 1914 (afgetreden)    | O (Sociaal- Liberaal)      |
|                                                        | M.W.F. (Willem) Treub               | mr. M.W.F. (Willem) Treub (1858–1931)                      | Minister               | Financiën                                         | 24 oktober 1914 – 8 februari 1916 (afgetreden)     | VDB                        |
|                                                        | A. (Anton) van Gijn                 | mr.dr. A. (Anton) van Gijn (1866–1933)                     | Minister               | Financiën                                         | 8 februari 1916 – 22 februari 1917 (afgetreden)    | O (Liberaal)               |
|                                                        | M.W.F. (Willem) Treub               | mr. M.W.F. (Willem) Treub (1858–1931)                      | Minister               | Financiën                                         | 22 februari 1917 – 9 september 1918                | O (Sociaal- Liberaal)      |
|                                                        | M.W.F. (Willem) Treub               | mr. M.W.F. (Willem) Treub (1858–1931)                      | Minister               | Financiën                                         | 22 februari 1917 – 9 september 1918                | EB                         |
|                                                        | B. (Bastiaan) Ort                   | mr. B. (Bastiaan) Ort (1854–1927)                          | Minister               | Justitie                                          | 29 augustus 1913 – 9 september 1918                | O (Liberaal)               |
|                                                        | M.W.F. (Willem) Treub               | mr. M.W.F. (Willem) Treub (1858–1931)                      | Minister               | Landbouw, Nijverheid en Handel                    | 29 augustus 1913 – 19 november 1914                | VDB                        |
|                                                        | F.E. (Folkert) Posthuma             | F.E. (Folkert) Posthuma (1874–1943)                        | Minister               | Landbouw, Nijverheid en Handel                    | 19 november 1914 – 9 september 1918                | O (Conservatief- Liberaal) |
|                                                        | N. (Nicolaas) Bosboom               | generaal-majoor N. (Nicolaas) Bosboom (1855–1937)          | Minister               | Oorlog                                            | 29 augustus 1913 – 15 mei 1917 (afgetreden)        | O (Conservatief- Liberaal) |
|                                                        | J.J. (Jean Jacques) Rambonnet       | Schout-bij-nacht J.J. (Jean Jacques) Rambonnet (1864–1943) | Minister               | Oorlog                                            | 15 mei 1917 – 15 juni 1917 (waarnemend)            | O (Liberaal)               |
|                                                        | B.C. de Jonge                       | jhr.mr. B.C. de Jonge (1875–1958)                          | Minister               | Oorlog                                            | 15 juni 1917 – 9 september 1918                    | CHU                        |
|                                                        | J.J. (Jean Jacques) Rambonnet       | Schout-bij-nacht J.J. (Jean Jacques) Rambonnet (1864–1943) | Minister               | Marine                                            | 29 augustus 1913 – 28 juni 1918 (afgetreden)       | O (Liberaal)               |
|                                                        | B.C. de Jonge                       | jhr.mr. B.C. de Jonge (1875–1958)                          | Minister               | Marine                                            | 28 juni 1918 – 9 september 1918 (waarnemend)       | CHU                        |
|                                                        | C. (Cornelis) Lely                  | dr.ir. C. (Cornelis) Lely (1854–1929)                      | Minister               | Waterstaat                                        | 29 augustus 1913 – 9 september 1918                | LU                         |
|                                                        | Th.B. Pleyte                        | mr. Th.B. Pleyte (1864–1926)                               | Minister               | Koloniën                                          | 29 augustus 1913 – 8 december 1915 (ziekte verlof) | VDB                        |
|                                                        | J.J. (Jean Jacques) Rambonnet       | Schout-bij-nacht J.J. (Jean Jacques) Rambonnet (1864–1943) | Minister               | Koloniën                                          | 8 december 1915 – 17 januari 1916 (waarnemend)     | O (Liberaal)               |
|                                                        | Th.B. Pleyte                        | mr. Th.B. Pleyte (1864–1926)                               | Minister               | Koloniën                                          | 17 januari 1916 – 9 september 1918                 | VDB                        |
| Bron: Kabinet-Cort van der Linden Parlement & Politiek |                                     |                                                            |                        |                                                   |                                                    |                            |

## Mutaties
In 1914 nam minister Bertling ontslag als minister van Financiën. Hij was niet opgewassen tegen het zware ministersambt. Verondersteld wordt dat zijn benoeming in 1913 op een vergissing heeft berust. Treub nam Financiën over en Posthuma, van verzekeringsmaatschappij Centraal Beheer, werd minister van Landbouw, Handel en Nijverheid.
In 1916 trad minister Treub weer af toen een koppeling van een pensioenbelasting aan een ouderdomswet werd afgewezen door de Tweede Kamer.
Zijn opvolger, topambtenaar Van Gijn van het ministerie van Financiën, werd toen minister. Na een conflict met zijn ambtgenoten over de financiering van de levensmiddelenpolitiek trad hij op zijn beurt na een jaar weer af. Treub keerde terug op Financiën.
Oorlogsminister Bosboom trad af nadat de Tweede Kamer op 10 mei 1917 een motie-Marchant aannam, waarin zijn besluit werd betreurd om de landstormjaarklasse 1908 (geboren in 1888) op te roepen, in plaats van de landstormklasse 1918 (geboren in 1898).
Na een conflict met zijn collega's over een konvooi naar Nederlands-Indië trad in juni 1918 minister Rambonnet van Marine af. Zijn collega's wilden wel toegeven aan bepaalde Engelse eisen ten aanzien van passagiers en goederen, terwijl Rambonnet daar niet voor voelde.
Schimmelpenninck ·
De Kempenaer-Donker Curtius ·
Thorbecke I ·
Van Hall-Donker Curtius ·
Van der Brugghen ·
Rochussen ·
Van Hall-Van Heemstra ·
Van Zuylen van Nijevelt-Van Heemstra ·
Thorbecke II ·
Fransen van de Putte ·
Van Zuylen van Nijevelt ·
Van Bosse-Fock ·
Thorbecke III ·
De Vries-Fransen van de Putte ·
Heemskerk-Van Lynden van Sandenburg ·
Kappeyne van de Coppello ·
Van Lynden van Sandenburg ·
Heemskerk Azn. ·
Mackay ·
Van Tienhoven ·
Röell ·
Pierson ·
Kuyper ·
De Meester ·
Heemskerk ·
Cort van der Linden ·
Ruijs de Beerenbrouck I ·
Ruijs de Beerenbrouck II ·
Colijn I ·
De Geer I ·
Ruijs de Beerenbrouck III ·
Colijn II ·
Colijn III ·
Colijn IV ·
Colijn V ·
De Geer II ·
Gerbrandy I ·
Gerbrandy II ·
Gerbrandy III ·
Schermerhorn-Drees ·
Beel I ·
Drees-Van Schaik ·
Drees I ·
Drees II ·
Drees III ·
Beel II* ·
De Quay ·
Marijnen ·
Cals ·
Zijlstra* ·
De Jong ·
Biesheuvel I ·
Biesheuvel II* ·
Den Uyl ·
Van Agt I ·
Van Agt II ·
Van Agt III* ·
Lubbers I ·
Lubbers II ·
Lubbers III ·
Kok I ·
Kok II ·
Balkenende I ·
Balkenende II ·
Balkenende III* · 
Balkenende IV ·
Rutte I ·
Rutte II · 
Rutte III ·
Rutte IV ·  
Schoof

* rompkabinet